# Zeynep Tüfekçi

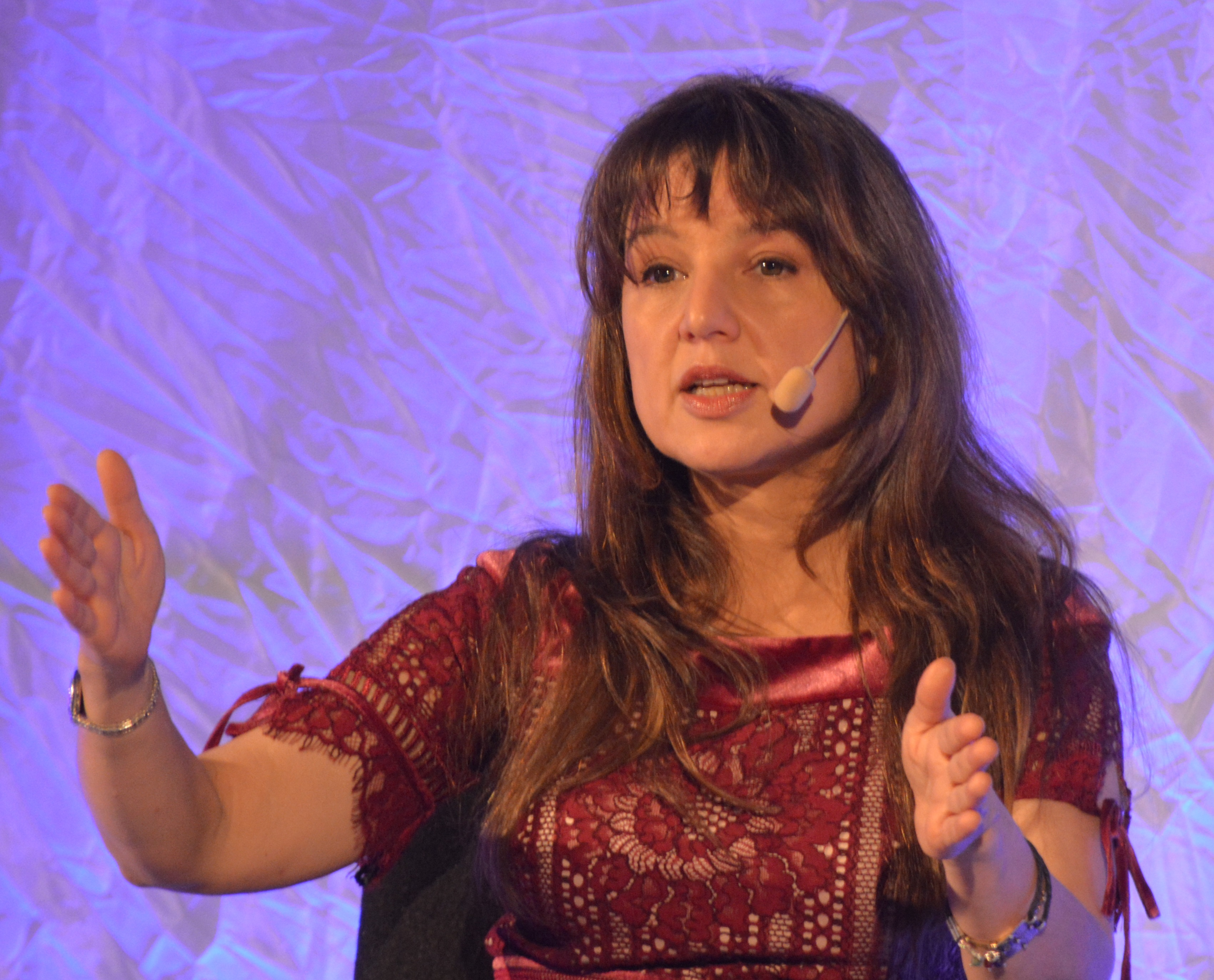
Zeynep Tüfekçi (2017)

Zeynep Tüfekçi is een Turkse schrijver, wetenschapper en techno-socioloog die vooral bekend is vanwege haar onderzoek naar de sociale gevolgen van nieuwe technologieën in de context van politieke en maatschappelijke verantwoordelijkheid. Ze is universitair docent aan de School of Information and Library Science aan de Universiteit van North Carolina en faculteitsmedewerker bij het Berkman Center for Internet & Society aan de Harvard-universiteit in Massachusetts.
In 2015 werd ze benoemd tot Andrew Carnegie Fellow in de sociale wetenschappen en geesteswetenschappen.

## Biografie
Tüfekçi werd geboren in Istanboel, in de buurt van het Taksim Gezi-park in het district Beyoğlu. Ze werkte als computerprogrammeur voordat ze een academicus werd en haar aandacht richtte op sociale wetenschappen. Haar onderzoek en publicaties gaan over onderwerpen als het effect van big data op de politiek en de publieke sfeer, hoe sociale media sociale bewegingen beïnvloeden, en de privacy- en beveiligingskwetsbaarheden die worden blootgelegd door opkomende internet der dingen. In al haar werk probeert ze de mogelijke negatieve maatschappelijke gevolgen van sociale media en big data te schetsen, maar daarbij deze fenomenen niet zonder meer af te wijzen.
Tüfekçi levert schrijft regelmatig voor The Atlantic en levert maandelijks een bijdrage aan de opiniepagina van The New York Times over onderwerpen die verband houden met de sociale impact van technologie.

## Presentaties
In oktober 2014 gaf ze een TED-talk over online sociale verandering, waarin ze betoogde dat hoewel technologie het makkelijker maakt om sociale bewegingen te organiseren, dit niet noodzakelijk tot betere resultaten leidt. Ze was ook onderdeel van een speciale editie van The Economist over technologie en politiek, waarin ze betoogde dat door de toenemende mate waarin kiezers geïndividualiseerd door politieke campagnes worden getarget, de 'publieke sfeer' waarin het maatschappelijke debat openbaar plaatsvindt afneemt.
In september 2017 gaf ze een tweede TED-talk over de manier waarop sociale media- en technologiebedrijven geen passieve actoren zijn - "hoe dezelfde algoritmen die bedrijven als Facebook, Google en Amazon gebruiken om je op advertenties te laten klikken ook worden gebruikt om je toegang tot politieke en sociale informatie te beïnvloeden". Een belangrijk standpunt in haar TED-talk: "We hebben een digitale economie nodig waarin onze gegevens en onze aandacht niet te koop zijn voor de autoritair of demagoog die het meeste biedt".
In de herfst van 2017 hield Tüfekçi een presentatie getiteld Democracy vs. Clickbait, op Dartmouths Neukom Instituut Donoho Colloquium, waar ze verklaarde dat ze 'alle berekeningen' had gedaan en 'hun FCC depots' had gelezen en zo had ontdekt dat Facebook slechts 10 tot 20 dollar per jaar per persoon verdient. "Laat me dat betalen," stelde ze voor, "en maak mij de klant."

## Boeken en artikelen
In mei 2017 publiceerde Yale University Press Tüfekçi's Twitter en Tear Gas: The Power and Fragility of Networked Protest.
In maart 2018 schreef Tüfekçi in The New York Times dat "YouTube mogelijk een van de krachtigste radicaliserende instrumenten van de 21e eeuw is". Ze citeerde de opkomst van samenzweringsvideo's tijdens de regering-Trump en vooral na de schietpartij op de Marjory Stoneman Douglas High School in Parkland (Florida).